# Dornas
Dornas település Franciaországban, Ardèche megyében. Lakosainak száma 198 fő (2022. január 1.). Dornas Accons, Le Chambon, Mariac, Mézilhac, Saint-Andéol-de-Fourchades, Saint-Christol és Saint-Genest-Lachamp községekkel határos.

## Népesség
A település népességének változása:
| Lakosok száma | 379  | 276  | 269  | 266  | 243  | 216  | 207  | 205  | 202  | 198  |
|               | 1968 | 1982 | 1990 | 2006 | 2013 | 2015 | 2017 | 2019 | 2020 | 2022 |